# Тёрнер, Тед
Ро́берт Э́двард Тёрнер III, также Те́рнер (англ. Robert Edward Turner III; род. 19 ноября 1938, Цинциннати, Огайо), известный как Тед Тёрнер (Ted Turner) — американский бизнесмен, основатель круглосуточного новостного канала CNN, продюсер, филантроп, бывший муж актрисы Джейн Фонды.
По оценке журнала Forbes, его состояние в 2023 году составило 2,4 млрд долларов.

## Биография
Тед Тёрнер родился 19 ноября 1938 года в Цинциннати в семье Флоренс и Роберта Эдварда Тёрнера II, магната рекламных щитов. Когда Теду было девять лет, семья переехала в Саванну (штат Джорджия). Он посещал школу Макколли, частную подготовительную школу для мальчиков в Чаттануге (штат Теннесси). Учился в Университете Брауна и был там вице-президентом дискуссионного союза и капитаном парусной команды; изучал антиковедение. Отец Тёрнера писал, что выбор сына привёл его в ужас и что его чуть не стошнило от этого. Позже Тёрнер сменил специальность на экономику, но до получения степени его исключили за то, что в его комнате в общежитии находилась девушка. В 1989 году Тед Тёрнер удостоится почётной степени бакалавра в Университете Брауна, после выступления с докладом на второй ежегодной конференции Национальной ассоциации вещателей.
В 1960-х годах Тёрнер приобрёл небольшую телевизионную станцию в Атланте (штат Джорджия), которую с использованием спутниковой и кабельной технологии вскоре превратил в суперстанцию WTBS.
В 1970 году основал телекорпорацию «Turner Broadcasting System» и стал её президентом.
Он также основал и возглавил телестанцию «Cable News Network» (CNN).
Тед Тёрнер является также основателем и владельцем развлекательного конгломерата TBS, кинокомпании Turner Entertainment, каналов CNN, TNT, «ТВ-6», сети «CNN-радио» и др.
В январе 1993 года Тёрнер вместе с Эдуардом Сагалаевым основал МНВК «ТВ-6».
Тёрнер известен также в мире парусного спорта как победитель по меньшей мере двух регат мирового значения. В 1977 году яхта Courageous под его управлением сумела защитить Кубок Америки, а в 1979 году он выиграл Фастнетскую гонку, которая в тот год проходила в условиях жесточайшего шторма.
Тед Тёрнер — основатель и главный спонсор Игр доброй воли, проводившихся начиная с 1986 года один раз в четыре года. Как основатель Игр доброй воли Тёрнер был первым удостоен Международной Леонардо-премии (Москва, 1 ноября 1993 года).
В 1996 году заявил в интервью для журнала о природе «Одюбон», что 95-процентное сокращение численности населения планеты до 225—300 миллионов было бы «идеальным». В 2008 году в интервью для Темпльского университета Филадельфии Тёрнер изменил своё мнение и говорил уже о сокращении до 2 млрд — более чем на 70 % от нынешней численности населения. По его мнению, «у нас слишком много людей».
Тёрнер высказывал отрицательное отношение к богатейшим людям США: «Список богатейших людей Америки журнала Forbes разрушает нашу страну! … Может наступить новая Французская революция, и будет новая мадам Дефарж, которая их свяжет и отправит на маленькой повозке на городскую площадь. Бум! И они расстанутся с головами!».
18 сентября 1997 года Тед пожертвовал часть принадлежащих ему ценных бумаг корпорации Time Warner на общую сумму 1 миллиард долларов в специальный фонд, чтобы тот, конвертируя их в наличность, передавал ООН равными долями примерно в течение десяти лет для использования исключительно в интересах гуманитарных программ по обезвреживанию противопехотных мин, предотвращению эпидемий и помощи беженцам, а также на конкретные программы детского фонда ЮНИСЕФ.
В 2011 году Тед Тёрнер стал лауреатом первой ежегодной премии «Человек, изменивший мир» в номинации «Гласность», учрежденной Фондом Михаила Горбачева. Отмечен Thomas Jefferson Foundation Medal in Global Innovation (2020).

## Семья и личная жизнь

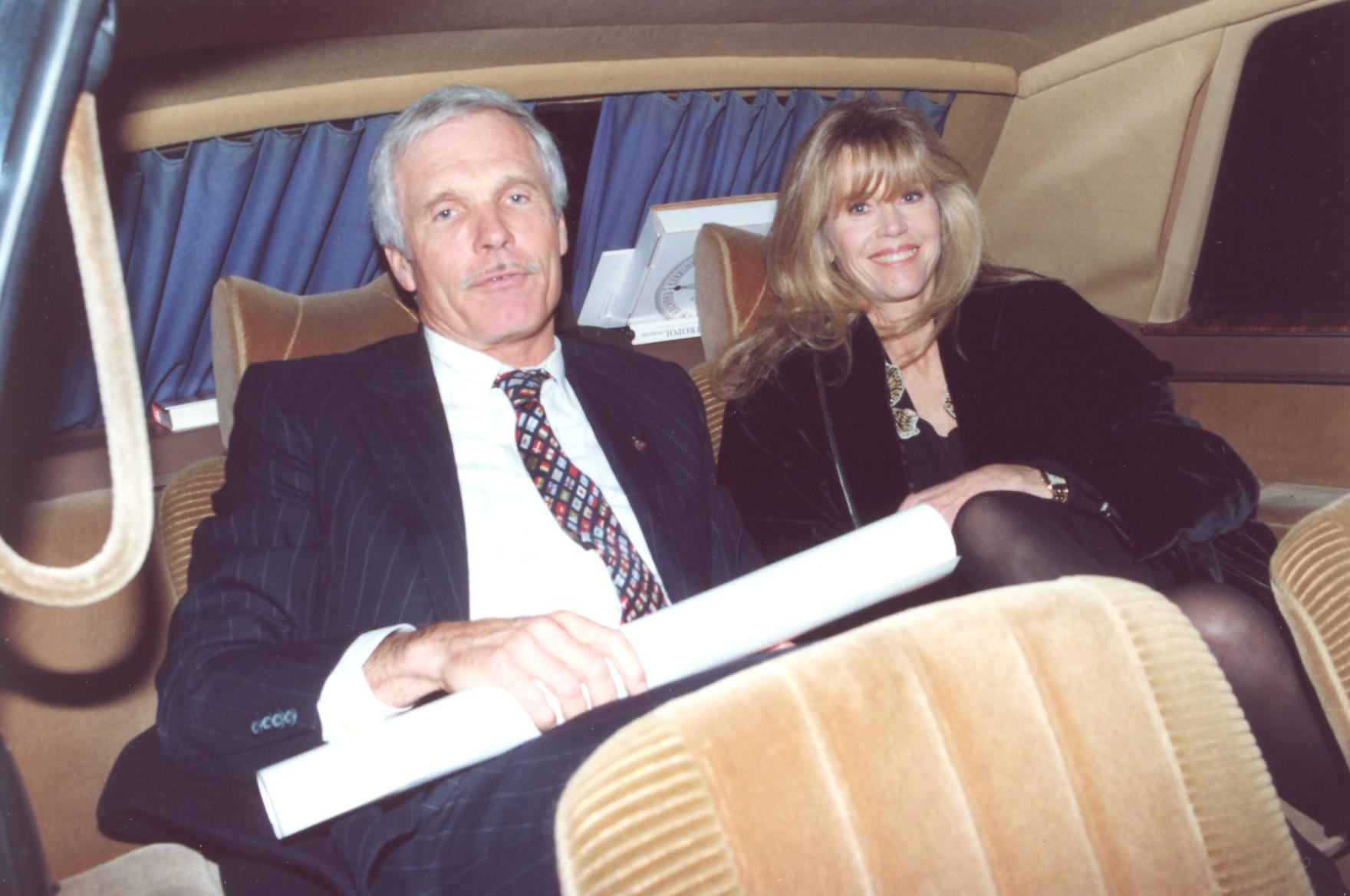
Тед Тёрнер с женой Джейн Фондой после вручения ему Международной Леонардо-премии (Москва, 1 ноября 1993)

Тёрнер был женат трижды. Первая жена Джуди Най (1960―1964), вторая жена Джейн Ширли Смит (1965―1988) и третья жена актриса Джейн Фонда (1991―2001). У него пятеро детей. В телевизионном интервью Пирсу Моргану 3 мая 2012 года Тёрнер сказал, что он находится в отношениях одновременно с четырьмя женщинами, что, по его признанию, сложно, но, тем не менее, легче, чем быть женатым. Один из детей Тёрнера, Роберт Эдвард Тёрнер IV, объявил 23 января 2013 года, что намерен баллотироваться на праймериз республиканцев в Южной Каролине на открытое место в Конгрессе, освобождённое Тимом Скоттом, который был выбран в Сенат США. Сын Тёрнера занял 4-е место, получив 7,90 % голосов.
Он владеет 15 ранчо в Канзасе, Монтане, Небраске, Нью-Мексико, Оклахоме и Южной Дакоте. В общей сложности 1 910 585 акров (7 731,86 км²), его земельные владения по всей Америке делают Тёрнера одним из крупнейших землевладельцев в Северной Америке. В январе 2016 года компания Osage Nation купила у Тёрнера 43 000 акров (170 км²) Ранчо Блюстем в округе Осейдж, штат Оклахома. Тёрнер приобрел эту собственность в 2001 году главным образом для того, чтобы разводить бизонов. Другие виды дикой природы на территории отеля включают белохвостого оленя, дикую индейку и перепела бобвайта. Самое большое ранчо Тёрнера ― ранчо Вермехо-Парк в Нью-Мексико. Оно занимает площадь в 920 квадратных миль (2400 км²) и является самым большим частным прилегающим участком земли в Соединённых Штатах.
В 2010 году Тёрнер присоединился к кампании Клятва дарения, куда входят также Уоррен Баффет и Билл Гейтс, пообещав пожертвовать после смерти большую часть своего состояния на благотворительность. Тёрнер спонсирует публичные дебаты на форуме Национальной судебной лиги.
В сентябре 2018 года Тед Тёрнер признался, что страдает деменцией.

## Почести
- В честь Теда Тёрнера назван «Тёрнер-филд» — домашний стадион бейсбольного клуба «Атланта-Брэйвс».
- В 2021 / 2022 году в его честь был назван растительноядный динозавр группы цератопсид Sierraceratops turneri[25].

## Книги
В биографии «Это не так просто, как кажется» 1993 года, написанной Портером Биббом, Тёрнер рассказал о своем употреблении лития и борьбе с психическими заболеваниями. Биография 1981 года «Веди, следуй или убирайся с дороги» Кристиана Уильямса повествует об основании CNN. В 2008 году Тёрнер написал автобиографию «Зови меня Тедом», в которой документируется его карьера и личная жизнь.
- Тед Тёрнер, Билл Берк Зовите меня Тед = Call Me Ted. / [Пер. с англ. Т. А. Кудрявцевой, Л. К. Тарасова]. — М. : ACT, 2009. — 446 с., [8] л. ил. ISBN 978-5-17-063125-4